# A Fortune at Stake
A Fortune at Stake er en britisk stumfilm fra 1918 af Walter West.

## Medvirkende
- Violet Hopson som Lady Launcelot
- Gerald Ames som Will Martindale
- Edward O'Neill som Lord Launcelot
- James Lindsay
- Wyndham Guise